# 蒙泰法尔乔内
蒙泰法尔乔内（義大利語：Montefalcione），是意大利阿韦利诺省的一个市镇。总面积15.15平方公里，人口3462人，人口密度228.5人/平方公里（2009年）。ISTAT代码为064053。